# Keulensalmler
Keulensalmler (Hemiodontidae) leben mit über 30 Arten in fünf Gattungen im nördlichen und mittleren Südamerika, südlich bis zum Río Paraná und zum Río Paraguay. 

## Merkmale
Keulensalmler sind schlanke, flinke, 7 bis 30 Zentimeter lange Schwarmfische. Ihr Körper ist spindelförmig. Die Schwanzflosse ist stets tief eingeschnitten. Meist ist eine Fettflosse vorhanden. Das Maul ist oft leicht unterständig. Der Unterkiefer ausgewachsener Keulensalmler ist zahnlos, oder die Zähne sind reduziert. Die meisten Arten zeigen einen runden, schwarzen Fleck auf den Körperseiten und einen schwarzen Balken auf dem unteren Schwanzflossenlobus. Die Anzahl der Wirbel beträgt 40 bis 45. Unter den Keulensalmler gibt es Pflanzenfresser, Aufwuchsfresser und Allesfresser.
- Flossenformel: Pectorale 18–23, Ventrale 9–11.
- Schuppenformel: SL 50–125.

Als Aquarienfische benötigen sie ein größeres Becken. Sie sind sehr sauerstoffbedürftig und recht empfindlich beim Herausfangen.

## Innere Systematik
- Gattung Anodus Cuvier, 1829
  - Anodus elongatus Agassiz, 1829

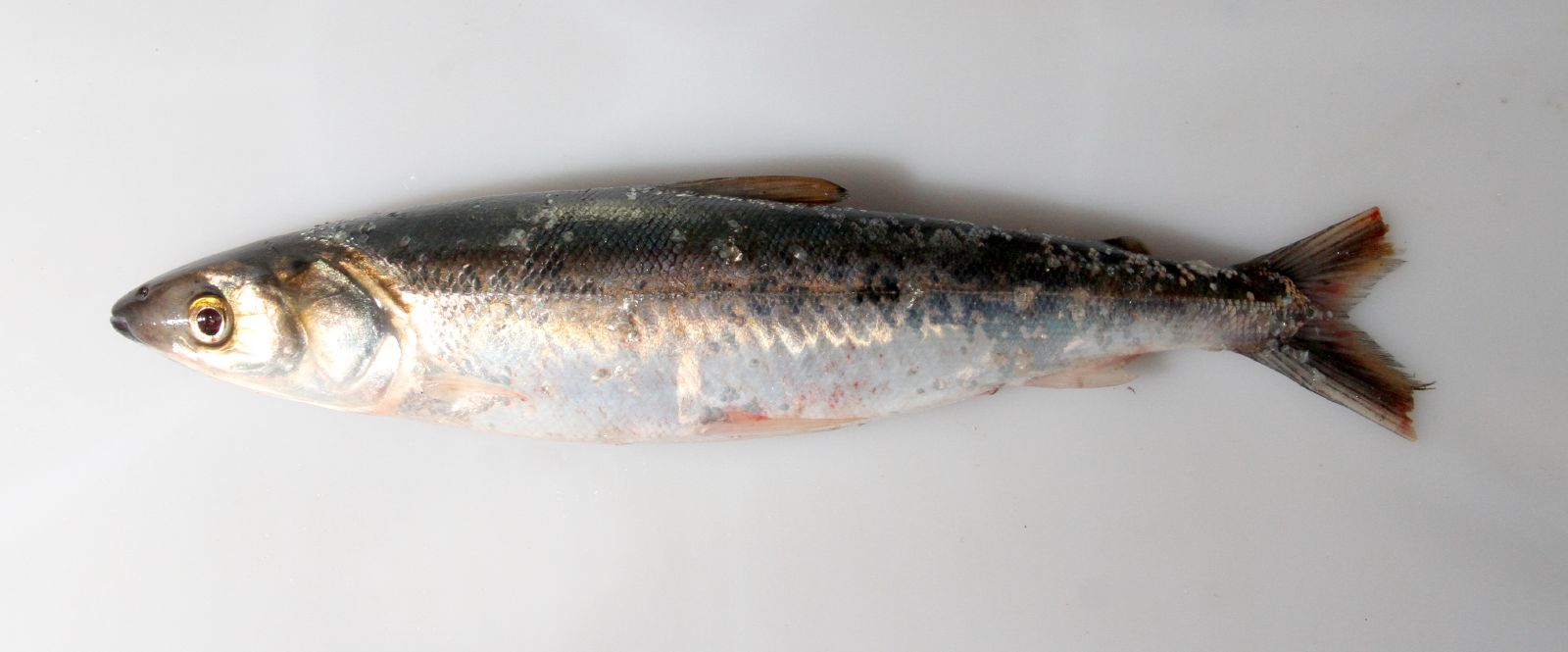
Anodus elongatus

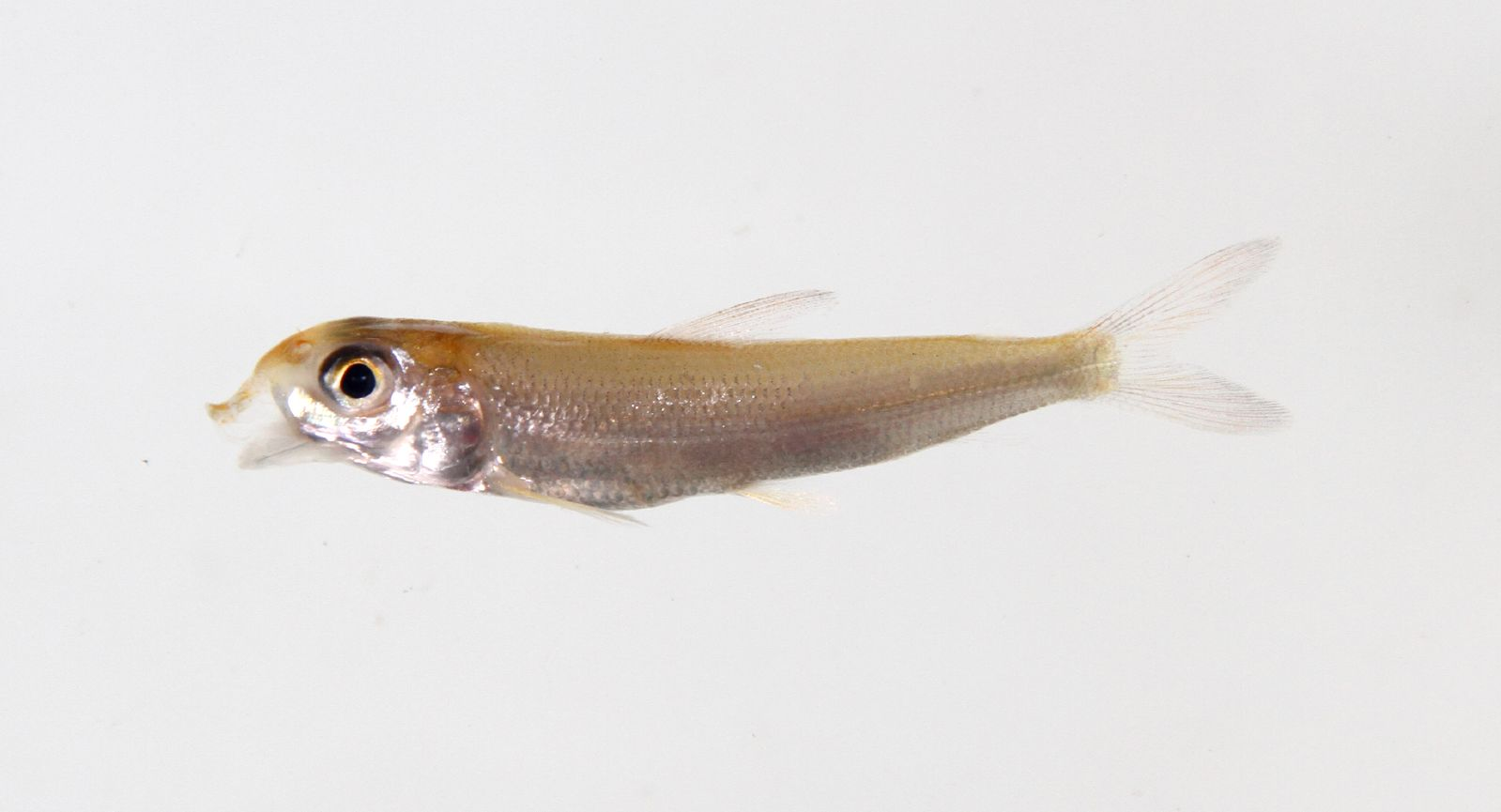
Bivibranchia protractila

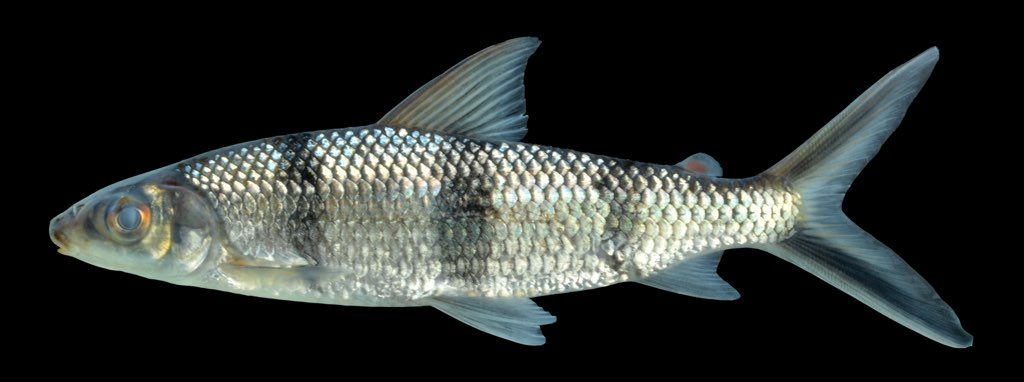
Hemiodus quadrimaculatus

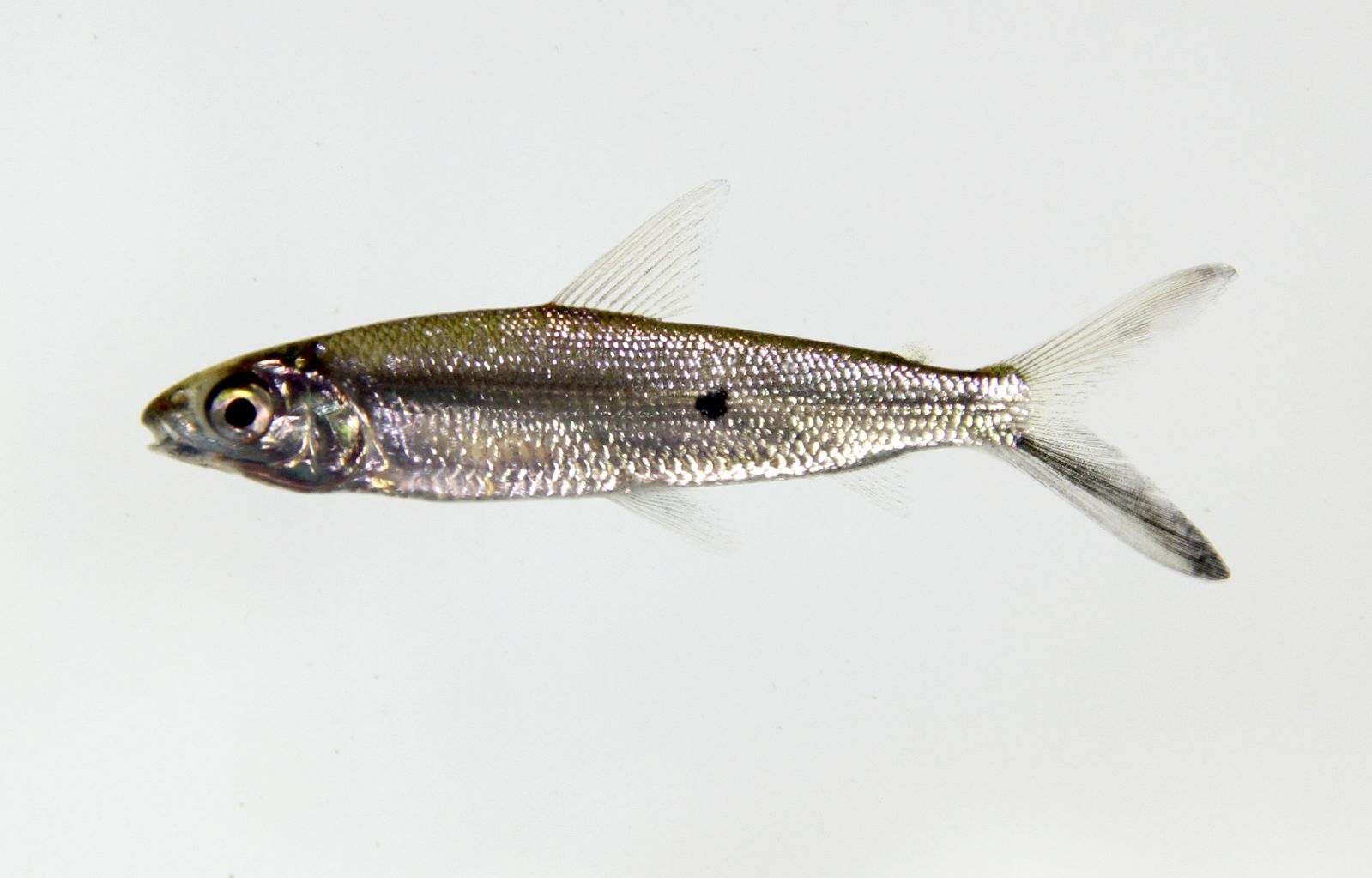
Hemiodus unimaculatus

  - Anodus orinocensis (Steindachner, 1887)
- Gattung Argonectes Bählke & Myers, 1956
  - Argonectes longiceps (Kner, 1858)
  - Argonectes robertsi Langeani, 1999
- Gattung Bivibranchia Eigenmann, 1912
  - Bivibranchia bimaculata Vari, 1985
  - Bivibranchia fowleri (Steindachner, 1908)
  - Bivibranchia notata Vari & Goulding, 1985
  - Bivibranchia simulata Géry, Planquette & Le Bail, 1991
  - Bivibranchia velox (Eigenmann & Myers, 1927)
- Gattung Hemiodus Müller, 1842
  - Hemiodus amazonum (Humboldt, 1821)
  - Hemiodus argenteus Pellegrin, 1909
  - Hemiodus atranalis (Fowler, 1940)
  - Hemiodus bimaculatus Nogueira et al., 2019
  - Hemiodus goeldii Steindachner, 1908
  - Hemiodus gracilis Günther, 1864
  - Hemiodus huraulti (Géry, 1964)
  - Hemiodus immaculatus Kner, 1858
  - Hemiodus iratapuru Langeani & Moreira, 2013
  - Hemiodus jatuarana Langeani, 2004
  - Hemiodus microlepis Kner, 1858
  - Hemiodus orthonops Eigenmann & Kennedy, 1903
  - Hemiodus parnaguae Eigenmann & Henn, 1916
  - Hemiodus quadrimaculatus Pellegrin, 1909
  - Hemiodus semitaeniatus Kner, 1858
  - Hemiodus sterni (Géry, 1964)
  - Hemiodus ternetzi Myers, 1927
  - Hemiodus thayeria Böhlke, 1955
  - Hemiodus tocantinensis Langeani, 1999
  - Hemiodus unimaculatus (Bloch, 1794)
  - Hemiodus vorderwinkleri (Géry, 1964)
- Gattung Micromischodus Roberts, 1971
  - Micromischodu sugillatus Roberts, 1971